# Таврос — Элефтериос Венизелос (станция метро)
«Та́врос — Элефте́риос Венизе́лос» (греч. Ταύρος-Ελευθέριος Βενιζέλος) — станция Афинского метрополитена линии 1 ISAP. Находится на удалении 6146 метров от станции «Пирей», на границе муниципалитетов Таврос и Калитея. Станция имеет двойное название, в честь афинского пригорода Таврос, в котором она расположена, и в честь премьер-министра Элефтериоса Венизилоса.
Открытие станции состоялось 6 февраля 1989 года, в 2004 году был произведён её капитальный ремонт, приуроченный к открытию Летних Олимпийских игр.
| Предыдущая станция | Линия   | Следующая станция |
| Калитея            | Линия 1 | Петралона         |